# Paul Karp
Paul Karp   (Kohila Rural Municipality, 1 de maig de 1905 - Tallinn, 7 de desembre de 1981) va ser un estonià trombonista i director d'orquestra.
Paul Karp va completar els seus estudis en trombó amb Raimund Kull el 1931 i en composició amb Artur Kapp al Conservatori de Tallinn el 1933. Des del 1935 el mateix Kapp li va ensenyar trombó i tuba al conservatori, el 1968 assolí el títol de professor.
Del 1922 al 1927, Karp va tocar en diverses orquestres militars d'Estònia. Després es va convertir en músic professional. Fins al 1941 va ocupar-se de trombonista a la Sala d'Exposicions de Teatre i Estònia de Tallinn. Durant l'ocupació soviètica d'Estònia, Karp va ser cofundador de la Filharmònica de l'Estat de la SSR d'Estònia (estoniana ENSV Riiklik Filharmoonia) i es va convertir en el seu director i director artístic.
De 1941 a 1944, Karp va ser director de direcció amb l'Orquestra de Ràdio Estònia. Del 1944 al 1950 va ser director titular de l'Orquestra Simfònica de l'Eesti Raadio. El 1965, Paul Karp va rebre el títol d'Artista mereixedor de la SSR d'Estònia.